# 中国国际文化交流中心
中国国际文化交流中心是中华人民共和国从事民间国际文化交流的全国性、非营利性社会团体，1984年在北京市成立。

## 历任领导
- 彭冲
- 王兆国
- 李建国
- 杨传堂